# Stougård
Stougaard er en gammel hovedgård. Gården nævnes første gang i 1396 som Røverkulen; gårdens første ejer var Peder Skram, han var ejer fra 1440. Gården ligger i Tørring Sogn i Hedensted Kommune. Hovedbygningen er opført i 1763 og ombygget i 1844-1846.
Stougaard bedrift er på 280 hektar med Eliseholm og Hvejselgård

## Ejere af Stougaard
- (1396-1440) Forskellige Ejere
- (1440-1480) Peder Nielsen Skram
- (1480-1505) Niels Pedersen Skram
- (1505-1525) Peder Nielsen Skram
- (1525) Bege Pedersdatter Skram gift Juel
- (1525-1550) Jørgen Juel
- (1550) Karen Jørgensdatter Juel gift Lunge
- (1550-1565) Christoffer Lunge
- (1565-1600) Erik Christoffersen Lunge
- (1600) Anne Eriksdatter Lunge gift Sehested
- (1600-1615) Thomas Maltesen Sehested
- (1615-1657) Christen Thomesen Sehested
- (1657-1666) Axel Christensen Sehested
- (1666) Cort Mercher
- (1666-1667) Markvard Rodsteen
- (1667-1676) Niels Rosenkrantz
- (1676-1686) Berte Skeel, gift Rosenkrantz
- (1686-1701) Peiter Ferdinand von Haugwitz
- (1701-1718) Christian Albrecht Brockdorff
- (1718-1722) Heinrich Brockdorff
- (1722-1751) Henning von Arenstorff
- (1751) Maximilian von Dombrock
- (1751-1760) Enke Fru Anna Margrethe Helms gift Schmidt
- (1760-1769) Gotfred Schmidt
- (1769-1776) Christian Frederik Tønne von Lüttichau
- (1776-1778) Frederik L. Chr. Beenfeldt
- (1778-1787) Just Frederik Wodschou
- (1787-1792) Thyge Jesper de Thygeson
- (1792-1797) Poul Glud
- (1797-1804) Knud Pagh
- (1804-1810) Ole Anchersen Secher
- (1810-1813) J. B. Secher
- (1813-1817) Chr. D. von Holstein
- (1817) Johannes P. Ingwersen
- (1817) Else Christine Johannesdatter Ingwersen gift Mazanti
- (1817-1843) Ferdinand Anton Mazanti
- (1843) Else Christine Johannesdatter Ingwersen gift Mazanti
- (1843-1890) Rasmus Johannesen Ingwersen
- (1890-1923) Hans Henrik Rasmussen Ingwersen
- (1923-1926) Enke Fru Marie Ingwersen
- (1926-1938) Christen Linde Schougaard Ingwersen
- (1938-1975) Regnar Ingwersen
- (1975-) Hedda Paaske (født Ingwersen) & Torben Paaske